# Die Ärzte
Die Ärzte es una banda de punk rock procedente de Berlín, Alemania.
La traducción literal de Die Ärzte es Los Médicos, pero el grupo nunca tuvo nada que ver con dicha profesión. Entre sus grandes éxitos la banda cuenta con canciones como: "Schrei nach Liebe", "Westerland", "Komm zurück", "Zu spät" o "Deine Schuld".
Es una banda que siempre se caracterizó por mezclar la comedia con la música aunque también tienen muchas canciones que se alejan de esto, como "Der Graf", "Ist das alles?" y "Langweilig".

## Historia

Die Ärzte logo

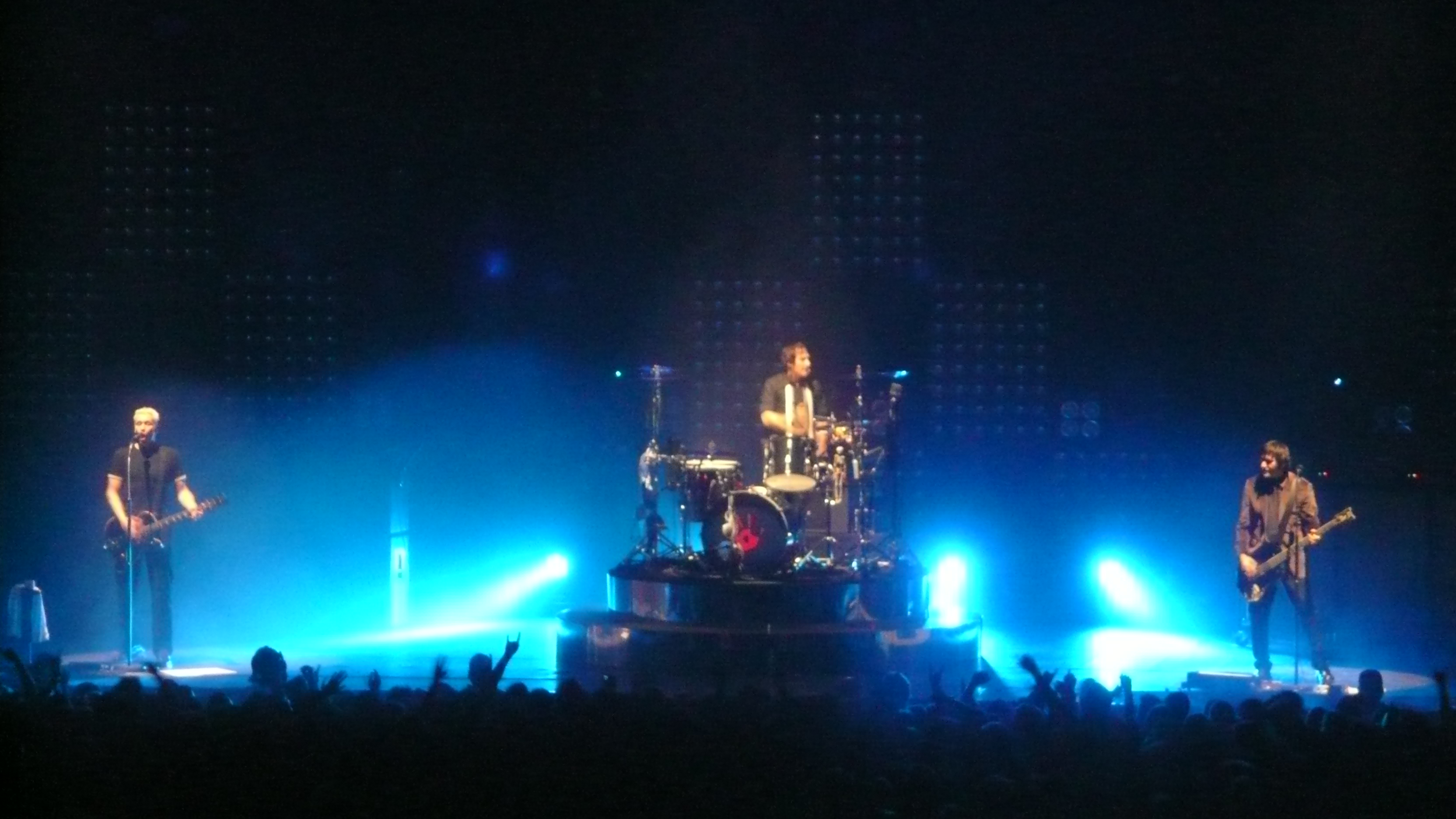
Die Ärzte en concierto, Colonia (2007)

### 1982–1986: Fundación y primeros años de la banda
Die Ärzte (acrónimo: DÄ) fue fundado en 1982 por Farin Urlaub (cuyo verdadero nombre es Jan Vetter), Bela B. (Dirk Felsenheimer) y Sahnie (Hans Runge). Bela y Farin se conocieron un día en la discoteca Ballhaus Spandau cuando Farin se unió a la banda punk de Bela Soilent Grün. Esa formación es comúnmente reconocida como la predecesora de Die Ärzte. Cuando la banda fue disuelta en 1982, Bela B. y Farin Urlaub fundaron, junto con el bajista Sahnie, Die Ärzte. Según la biografía oficial no eligieron el nombre "Die Ärzte" por ningún motivo especial, si bien siempre ha habido comentarios sobre el origen, como que Bela echaba de menos en las tiendas de discos una banda cuyo nombre empezase por la letra Ä. Su primer producción fue el EP Zu schön um wahr zu sein.
Die Ärzte dio su primer concierto a finales del año 1982 en una casa ocupada de Berlín Occidental. A partir de entonces, se encadenaron pequeños eventos televisados y un premio de 10 000 DM (5112,92 euros) en el festival berlinés Senatsrock. Con ayuda de ese premio grabaron el mini-LP Uns geht's Prima, el cual fue publicado en el año 1984. La carátula de este disco era una cruz roja sobre fondo blanco y aparecía igualmente en los anuncios del concierto y, como Bela B. comentó, llevó a un malentendido: supuestamente se habrían dado cita por la tarde personas que querían donar sangre. A ello siguió una acción legal de la Deutsches Rotes Kreuz (Cruz Roja Alemana) que era la verdadera propietaria del símbolo, con lo que el uso del logo les fue prohibido. Para el LP, sustituirían el color rojo de la cruz por otros como por ejemplo, azul, verde o dorado.
Por medio del sencillo debut, Die Ärzte se dieron a conocer y Columbia Records (hoy Sony) contrató a los tres. Todavía en 1984, y en sólo trece días, la joven banda grabó su álbum debut Debil. Este álbum representa el progreso comercial de Die Ärzte.
En 1985 publicaron su segundo álbum de estudio Im Schatten der Ärzte. Un año después Sahnie abandonó la banda. Farin y Bela le habían reprochado frecuentemente que no se ocupara demasiado de la música, así como que su motivación para tocar fuesen los groupies y el dinero. Además, era considerado de poca confianza y sus estudios de Economía Empresarial eran para él más importantes que la música. Cuando Sahnie dijo a Farin que Bela debía ser expulsado y que la banda necesitaba su cara, estalló una discusión entre los miembros, Sahnie abandonó el grupo y, a cambio del pago de 10 000 DM (5112,92 euros), cedió los derechos musicales a Bela y a Farin.

### 1986-1988: Censura, publicación en la RDA y disolución
En 1986 se publicó el tercer disco de estudio con el nombre de Die Ärzte, en cuya carátula todavía aparecían solo Farin y Bela. Este disco fue igualmente un éxito. El bajista «The Incredible Hagen» (Hagen Liebing) sustituyó a Sahnie. Liebing tocó como "ayudante" de Die Ärzte y se mantuvo hasta la disolución de la banda en 1988, es decir, nunca fue un miembro completo de Die Ärzte. Así por ejemplo, los sencillos de aquella época no procedían de Die Ärzte sino de Die Ärzte feat The Incredible Hagen. Además Liebing no podía encargarse de ningún trabajo de estudio sino, exclusivamente, de tocar en las giras. Al principio, esto le causó problemas. En cierta forma, estaba avergonzado por el comportamiento de Bela y Farin.
El 27 de enero de 1987 el álbum Die Ärzte fue indexado dentro de un directorio de trabajos prohibidos. Este hecho se examinó y confirmó el 2 de diciembre de 2004 a través de la Bundesprüfstelle für jugendgefährdende Medien (BPjM). La BPjM censuró también el 10 de junio de 1987 el LP Debil debido a las canciones "Claudia hat 'nen Schäferhund" y "Schlaflied" y se anuló el 29 de octubre de 2004. Igualmente, fueron prohibidas más pancartas y actuaciones de Die Ärzte. El grupo empresarial Karstadt retiró los álbumes de su catálogo de productos, las actuaciones televisivas se desarrollaban con dificultad. El desastre financiero se empezaba a prever, de modo que ya entonces se empezó a discutir por primera vez la disolución del grupo. Además, el grupo no tenía dinero en la reserva y las ganancias por la venta de CD y de la explotación de derechos retrocedían constantemente.
Como reacción a esa censura de sus publicaciones, Die Ärzte publicó en 1987 el mini-LP Ab 18 y el LP Ist das alles? (13 Höhepunkte mit den Ärzten). En el álbum Ist das alles? no se censuraron más canciones, ni tan siquiera para los seguidores que tenían menos de 18 años.
Sin embargo, Die Ärzte siguió ignorando continuamente la decisión de censura de la BPjm. Con motivo de su concierto del 22 de junio de 1988 en Cléveris, Die Ärzte tocó una versión instrumental de la canción "Geschwisterliebe" y, como consecuencia, fueron condenados por la audiencia de Cléveris a pagar 1000 DM (aproximadamente 500 €) por violación de la censura y que la banda aceptó pagar. Según declaraciones posteriores del grupo esta pequeña multa se basó en un error de estimación, por parte del juez, de los ingresos de la banda.
En realidad, Die Ärzte habían coreado únicamente la palabra "Liebe" ("amor" en alemán) durante la última parte de la pieza musical. Una grabación bootleg (y hoy, por ello, una pieza de colección muy estimada por los fanes de Die Ärzte) de un espectador del concierto de Cléveris refutó esta hipótesis de audiencia de Cléveris. Sin embargo, la banda había pedido de modo irónico, no corear el texto y todo esto no tuvo repercusiones. Además, Die Ärzte había tocado la canción "Claudia III", la cual fue tomada como una provocación por la Bundesprüfstelle. "Claudia" tenía realmente más "relaciones cristianas" que en la censurada "Claudia hat 'nen Schäferhund". La Bundesprüfstelle no se opuso, por cierto, a la publicación de la canción.
Aunque Die Ärzte procedía del por aquel entonces fragmentado Berlín, poco después intentaron llegar al sector musical de los alemanes del este. El proclamado "DDR-Freund" y el nuevo bajista Hagen Liebing tuvieron una influencia esencial en la relación con la RDA 1986. Así, en el agradecimiento del álbum Das ist nicht die ganze Wahrheit... aparece escrito "...todos los seguidores y amigos de la RDA...". Hagen fue además el que grabó los primeros casetes con la música de la banda y el que los introdujo en tiendas, restaurantes y clubes juveniles de Berlín Oriental. El programa de radio juvenil DT64 vino a fijarse en Die Ärzte y organizó una entrevista que no fue emitida, al menos por el momento.
En una segunda visita a Berlín Oriental, Die Ärzte acudieron a un concierto de la banda Die Anderen y maduró el deseo de programar una gira por la RDA. El director de la banda, Conny Konzack, organizó finalmente junto con la firma de discos nacional AMIGA la publicación de un LP y de una pequeña gira con diez actuaciones, pese a los diversos escándalos y censuras en los que estaba inmerso el grupo.
Con el visto bueno de AMIGA fue seleccionado para su publicación el LP Ist das alles?. Sin embargo, cuatro canciones fueron cambiadas. AMIGA pronosticó siguiendo la directrices de la economía controlada una tirada para el LP de 2000 unidades. Aunque no debería haber sucedido, se retransmitió brevemente la mencionada entrevista radiofónica con DT64. Por ello, la administración de cultura paró temporalmente y de forma inmediata el álbum y la gira y pospuso una nueva decisión al respecto. En el año 1987 aparecieron (por supuesto, sin conocimiento de Die Ärzte) un EP con el título Die Ärzte en AMIGA, que contenía cuatro canciones: "Zu spät", "Gehn wie ein Ägypter", "Radio brennt" y "Du willst mich küssen". Con la caída del muro de Berlín se rompió el contacto entre Columbia Records y AMIGA. Además, die Ärzte se habían ya disuelto. Después de los años, Bela B. lo comentó resumidamente en la bibliografía: "...la RDA estaba pasada de moda y nosotros nos habíamos disuelto como grupo. Mirándolo ahora retrospectivamente, habríamos tenido que tocar al menos una vez en Berlín Oriental".
Para aquel entonces, la disolución de la banda estaba ya decidida. Das ist nicht die ganze Wahrheit... debía ser el último disco de estudio. Se vendió, tal y como se esperaba, muy bien. Los rumores sobre una posible separación de Die Ärzte estimularon la venta del álbum y de las entradas de concierto. "Westerland" se convirtió en su siguiente gran éxito comercial, el boicot radiofónico estaba por tanto concluido. A ello siguió la gira de despedida, en la cual fue grabado el LP Nach uns die Sintflut. El 9 de julio de 1988 tuvo lugar en Westerland en Sylt un concierto de despedida.
A continuación apareció en 1988 el álbum triple en vivo Nach uns die Sintflut con un total de 37 piezas en directo. En contra del deseo de la empresa de discos, se vendió al precio de un disco doble. El CD en vivo de Die Ärzte fue el primero en su género que pudo alcanzar el número uno en la lista de álbumes alemana.

### 1989-1993: Transición
Después de la disolución apareció en 1989 el LP Die Ärzte Früher!, que contenía cuatro títulos inéditos hasta entonces junto con viejas aportaciones y a canciones de los primeros discos.
Desde 1988 hasta 1993 Farin y Bela probaron con las bandas King Køng y Depp Jones (inicialmente conocida con el nombre de S.U.M.P), pero el éxito comercial no llegó en ninguno de los dos casos.

### 1993-1999: Refundación y años siguientes
En 1993 Bela y Farin determinaron por juntarse con el guitarrista de Depp Jones, Rodrigo González, para ser el bajo de la banda refundada. Farin fue el que había propuesto en el punto culminante de la anteriormente la disolución de la banda. En una carta a Bela en 1993, Farin le propuso "ganar de nuevo dinero con Die Ärzte". El chileno Rodrigo González mantenía ya desde hace tiempo una estrecha amistad con Bela.
A partir de entonces se pusieron a buscar una firma de discos con el anuncio "La mejor banda del mundo busca compañía de discos" en la revista Musik Markt. Concurrieron distintas firmas a la oferta y finalmente Metronome fue la escogida. Además, Bela adquirió un contrato con la empresa de platillos PAISTE, por el cual se aseguraba los productos para conciertos, ensayos y grabaciones. Posteriormente grabaron el álbum Die Bestie in Menschengestalt con el cual retornaron al éxito. Con la publicación del sencillo de éxito "Schrei nach Liebe" Die Ärzte volvió a tratar el tema del fascismo en una recién unida Alemania. Después, siguieron un par de giras hasta 1994. La primera se llamó "Plugged-Tour" y, a continuación, otra llamada "Tour-Tour" que, sin embargo, podría interpretarse como "Tortura" (Tortur en alemán), utilizando un juego de palabras.
En el año 1994 apareció el álbum Das Beste von kurz nach früher bis jetzte con muchas recopilaciones. No obstante, fueron incluidas igualmente en el doble álbum algunas caras B y algunas piezas desconocidas de "Moskito" (grabaciones de los años 1980 para la revista juvenil Moskito).
El 18 de septiembre de 1995 apareció el álbum Planet Punk que para algunos resultó "más punk" que los anteriores. Luego vino la gira Eine Frage der Ehre. Además, en el mismo año grabaron el álbum 1, 2, 3, 4 – Bullenstaat!. Este álbum, que era claramente más agresivo, solo podía comprarse en conciertos y en Fanclubs. Más tarde apareció exclusivamente como disco de vinilo de 7 pulgadas.
El 27 de mayo de 1996 apareció el álbum Le Frisur, que trataba únicamente el tema del pelo y el Tour Voodoo Lounge. Con ese título pretendían parodiar la gira de los Rolling Stones. Los videos de la gira Gefangen im Schattenreich von Die Ärzte y Noch mehr Gefangen im Schattenreich von Die Ärzte (Teil 2) aparecieron igualmente ese mismo año. Además, 1996 fue idela para el bajista Rod y el batería Bela B. En este año la banda de rock Kiss comenzó una gira y Die Ärzte tocaron en Alemania y Suiza como grupo de apertura. Sin embargo, los tres taoaron alrededor de 75 minutos. Igualmente, continuaron en 1997 con más conciertos como teloneros de Kiss a lo que siguió la gira no planeada Ärzte live.
Desde 1998 Die Ärzte escriben sus nombres en pequeño. Ya que la discográfica Metronome se había ido a la ruina, ellos fundaron su propiar empresa de discos llamada Hot Action Records. Con el álbum 13, publicado el 25 de mayo, Die Ärzte alcanzó un enorme éxito. El sencillo "Männer sind Schweine" alcanzó por primera vez el número 1 en las listas de singles alemanas. A finales de 1998 la banda comenzó la gira secreta Paul, de la cual solamente los miembros de los clubs de fanes fueron informados. La gira Attacke Royal, que abarcó unos 70 conciertos, tuvo lugar antes de que la banda se disolviese brevemente. Declararon que "secillamente no podían verse más", ya que habían estado juntos un año entero.
El 11 de noviembre de 1999 aparece el doble álbum en vivo Wir wollen nur deine Seele. Para los miembros de los clubs de fanes hubo una actuación en vivo más: bajo el título Satanische Pferde publicaron un CD en el cual habían sido reunidos nuevas grabaciones de muchos títulos que habían aparecido ya en Nach uns die Sintflut como versiones en vivo.

### 2000-2006
En marzo y abril de 2000 tuvo lugar la gira secreta Sie operieren wieder, en la cual Die Ärzte actuaron como "Die Zu Späten". En doce conciertos con karaoke improvisado con el público tuvo lugar en la berlinesa SO36 en Kreuzberg un concierto conjunto con Die Toten Hosen. Die Toten Hosen adquirieron igualmente un falso nombre ("Essen auf Rädern"). También hubo una actuación motivada como revancha en el programa telonero "Essen auf Rädern" en Düsseldorf en la puerta 3, en la cual ambas bandas tocaron juntas algunas viejas canciones de la banda ZK y canciones punk.
El siguiente álbum de estudio Runter mit den Spendierhosen, Unsichtbarer! apareció el 23 de octubre de 2000 en bolsos de piel azul claro. Cuatro días antes de la publicación oficial fue presentado el nuevo sencillo en directo Wie es geht con motivo del cumpleaños de Harald Schmidt, en cuyo programa nocturno Die Harald Schmidt Show fue interpretado.
En 2003 sale a la venta el álbum Geräusch, un CD doble, cada parte con diferentes canciones. Lo cual también supuso un éxito en ventas para la banda.
En 2004 hacen un relanzamiento de Debil, llamado Devil, después de la censura que impuso el gobierno alemán a algunas canciones, ahora con bonus tracks y dos videos extra. Rod participa en la realización de algunas versiones alternativas.
En 2006 sacan un disco de grandes éxitos, llamado Bäst of, que incluye todos los sencillos desde 1993 (de Die Bestie in Menschengestalt) hasta 2004 (de Geräusch).

### 2007
Lanzan el álbum Jazz ist anders, en un packaging original: una mini caja de pizza de cartón, y el CD, una pizza. Se destacan con los sencillos "Junge", "Lied vom Scheitern" y "Lasse reden". Además comienzan con la gira en vivo Es wird eng, a través de Alemania, Austria y Suiza, y un concierto en Moscú.

## Miembros
- Farin Urlaub - vocalista, guitarra, bajo y coros.
- Bela B. - vocalista, batería y coros.
- Rodrigo González - bajo, vocalista, guitarra, teclados y coros.

### Miembros pasados
- Sahnie - bajo y vocalista (desde 1982 hasta 1986) .
- Hagen Liebing - bajo (desde 1986 hasta 1988).

## Discografía
| - Debil - 1984 - Im Schatten der Ärzte - 1985 - Die Ärzte - 1986 - Ist das alles? (13 Höhepunkte mit den Ärzten) (recopilatorio) - 1987 - Ab 18 (Mini-LP, recopilatorio) - 1987 - Das ist nicht die ganze Wahrheit... - 1988 - Nach uns die Sintflut (directo) - 1988 - Die Ärzte Früher! – Der Ausverkauf geht weiter! - 1989 - Die Bestie in Menschengestalt - 1993 - Das Beste von kurz nach früher bis jetzte (recopilatorio) - 1994 - Planet Punk - 1995 - Le Frisur - 1996 - 13 - 1998 - Wir wollen nur deine Seele (directo) - 1999 - Runter mit den Spendierhosen, Unsichtbarer! - 2000 - die ärzte (Recopilatorio para el mercado japonés) - 2001 - Unplugged - Rock and Roll Realschule (directo, MTV Unplugged) - 2002 - Geräusch - 2003 - Devil - 2005 - Bäst of - 2006 - Jazz ist anders - 2007 - auch - 2012 - Zu schön um wahr zu sein - 1983 - Uns geht's Prima - 1984 | - Paul - 1984 - Zu spät - 1985 - Original Ärztesoundtrack zum Film "Richy Guitar" - 1985 - Wegen dir - 1985 - Du willst mich küssen - 1986 - Für immer - 1986 - Ist das alles? - 1986 - Gehn wie ein Ägypter - 1987 - 2000 Mädchen - 1987 - Radio brennt - 1988 - Ich ess' Blumen - 1988 - Westerland 1988 - Zu spät (Hit Summer Mix '88) - 1988 - Teenager Liebe - 1989 - Bitte bitte - 1989 - Schrei nach Liebe - 1993 - Mach die Augen zu - 1993 - Friedenspanzer - 1994 - Quark - 1994 - Ein Song namens Schunder - 1995 - Hurra - 1995 - 3-Tage-Bart - 1995 - Mein Baby war beim Frisör - 1996 - Ein Schwein namens Männer - 1998 - Goldenes Handwerk - 1999 - 1/2 Lovesong - 1999 - Rebell - 1999 - Elke (directo) - 1999 - Wie es geht? - 2000 - Manchmal haben Frauen... - 2000 - Yoko Ono - 2001 - Rock'n'Roll-Übermensch - 2001 - Komm zurück / Die Banane (acústico) - 2002 - Unrockbar - 2003 - Dinge von denen - 2003 - Nichts in der Welt - 2004 - Deine Schuld - 2004 - Die klügsten Männer der Welt - 2004 - Junge - 2007 - Lied vom Scheitern - 2008 - Lasse redn - 2008 - HimmelblauPerfektBreit - 2009 - zeiDverschwÄndung - 2012 - M&F - 2012 - Ist das noch Punkrock - 2012 - "Waldspaziergang mit Folgen / Sohn der Leere - 2013 |